# Ефіопія на літніх Олімпійських іграх 2012
Ефіопія на літніх Олімпійських іграх 2012 була преставлена 35 спортсменами в двох видах спорту.

## Медалі
| Медаль | Спортсмен          | Вид спорту     | Дисципліна         |
| ------ | ------------------ | -------------- | ------------------ |
| Золото | Месерет Дефар      | Легка атлетика | Жінки, 5000 м      |
| Золото | Тікі Джелана       | Легка атлетика | Жінки, марафон     |
| Золото | Тірунеш Дібаба     | Легка атлетика | Жінки, 10 000 м    |
| Срібло | Деджен Гебремескел | Легка атлетика | Чоловіки, 5000 м   |
| Бронза | Таріку Бекеле      | Легка атлетика | Чоловіки, 10 000 м |
| Бронза | Софія Ассефа       | Легка атлетика | Жінки, 3000 м      |
| Бронза | Тірунеш Дібаба     | Легка атлетика | Жінки, 5000 м      |